# Gemma Bolognesi
Pour les articles homonymes, voir Bolognesi.
 (juin 2025).
Si vous disposez d'ouvrages ou d'articles de référence ou si vous connaissez des sites web de qualité traitant du thème abordé ici, merci de compléter l'article en donnant les références utiles à sa vérifiabilité et en les liant à la section « Notes et références ».
Gemma Bolognesi né à  Cesenatico (province de Forlì-Cesena) le 4 novembre 1894 et morte dans la même ville le 26 mars 1983 est une actrice italienne.

## Biographie
Née à Cesenatico, elle fréquente le milieu théâtral milanais jusqu'à ses débuts de jeune actrice dans la troupe du metteur en scène et dramaturge Marco Praga, directeur du Teatro Manzoni de Milan, puis elle joue avec Aristide Baghetti et Ettore Berti au Teatro del Popolo de Milan.
Elle fonde une compagnie avec Luigi Zoncada, pour s'associer ensuite avec Carlo Tamberlani ; en 1935, elle fait ses débuts devant la caméra dans le film Maestro Landi, réalisé par Giovacchino Forzano ; l'année suivante, l'EIAR lui offre la possibilité de jouer dans quelques pièces radiophoniques.

### Filmographie partielle
- 1935 : 
  - Je donnerai un million (titre original : Darò un milione) de Mario Camerini
  - Les Cent Jours (titre original :Campo di maggio) de Giovacchino Forzano
- 1936 : 
  - Aldebaran d'Alessandro Blasetti
  - Musica in piazza de Mario Mattoli
- 1938 : 
  - Ettore Fieramosca de Alessandro Blasetti.
  - Luciano Serra, pilote (titre original : Luciano Serra pilota) de  Goffredo Alessandrini
  - L'orologio a cucù de Camillo Mastrocinque
  - L'ultima nemica d'Umberto Barbaro
- 1940 : Tutto per la donna de Mario Soldati
- 1950 : 
  - J'étais une pécheresse (titre original :Ho sognato il paradiso) de  Giorgio Pàstina
  - Sa Majesté monsieur Dupont (titre original :Prima Comunione) d'Alessandro Blasetti
- 1953 : La valigia dei sogni de Luigi Comencini
- 1954 : Orient-Express de Carlo Ludovico Bragaglia
- 1957 : L'Adieu aux armes  (titre original :A Farewell to Arms) de  Charles Vidor